# Karin Sarantis-Aridas
Karin Sarantis-Aridas (* 24. März 1941 in Berlin) ist eine ehemalige Politikerin  (SPD). Sie gehörte von 1999 bis 2001 und erneut von 2004 bis 2006 dem Abgeordnetenhaus von Berlin an.

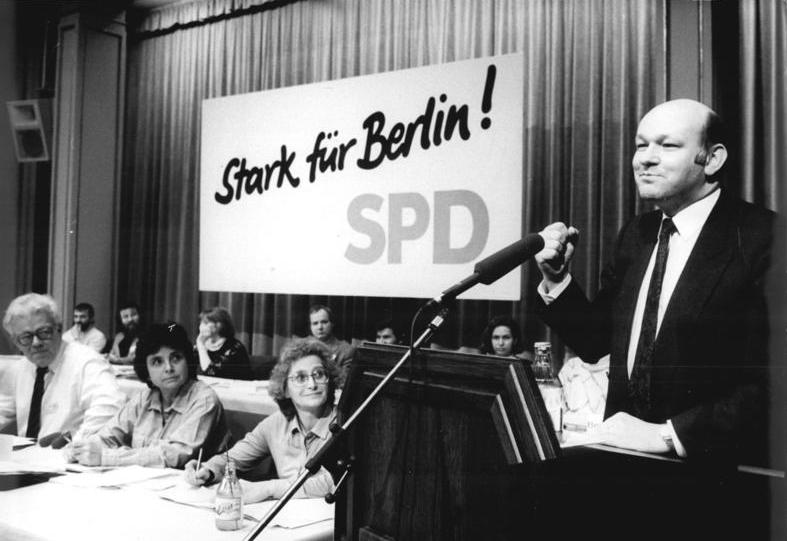
Karin Sarantis-Aridas (zweite von links) am (Ost-Berliner) SPD-Bezirksparteitag im Februar 1990, Redner ist der (West-Berliner) Regierende Bürgermeister Walter Momper

## Biografie
Nach dem Abitur 1961 studierte Karin Sarantis-Aridas bis 1966 Kunstgeschichte an der Humboldt-Universität. Anschließend war sie bis 1993 als Verlagslektorin tätig.

## Politik
Zur Zeit der politischen Wende in der DDR trat sie in die neu gegründete SDP ein. Für die SPD gehörte sie von 1990 bis 1999 der Bezirksverordnetenversammlung Friedrichshain an, zeitweilig als Fraktionsvorsitzende. Anschließend wurde sie in das Abgeordnetenhaus gewählt, dem sie zunächst bis 2001 und später als Nachrückerin für den zurückgetretenen Senator Peter Strieder erneut vom April 2004 bis 2006 angehörte.